# Edward Shippen
Edward Shippen (18 giugno 1826 – 16 giugno 1911) è stato un ammiraglio e scrittore statunitense.
Laureatosi in medicina presso l’Università della Pennsylvania, fu membro della Historical Society, e ricercatore del College of Physicians of Philadelphia, Presidente della Genealogical Society of Pennsylvania e Compagno del Military Order of the Loyal Legion. Veterano della guerra civile americana, ricoprì l’incarico di Direttore del Servizio medico dell’US Navy e scrisse numerosi libri di carattere storico navale.

## Biografia
Nacque il 18 giugno 1826, figlio di Richard e Anna Elisabeth Farmer, da una famiglia discendente da Edward Shippen, che fu il primo sindaco di Filadelfia. Sposatosi con Mary Latherine Paul, nel 1853.  Dopo aver conseguito la laurea in medicina a Princeton entrò nel Dipartimento di Medicina dell’Università della Pennsylvania, per passare poi nell’US Navy in qualità di assistente chirurgo il 7 agosto 1849. Servì a bordo dello sloop Marion(1849-1852), del vascello Ohio (1852-1853), del piroscafo Fulton (1853) , dello Hetzel e del brigantino Dolphin (1855-1857) operante sulle coste dell’Africa, con cui risalì la foce del fiume Congo. Ritornato a Philadelphia nel corso del 1858 si imbarcò sullo piroscafo Caledonia, con cui prese parte ad una spedizione in Paraguay, passando poi sulla fregata Congress appartenente alla squadra che operava sulle coste del Brasile (1859-1861).

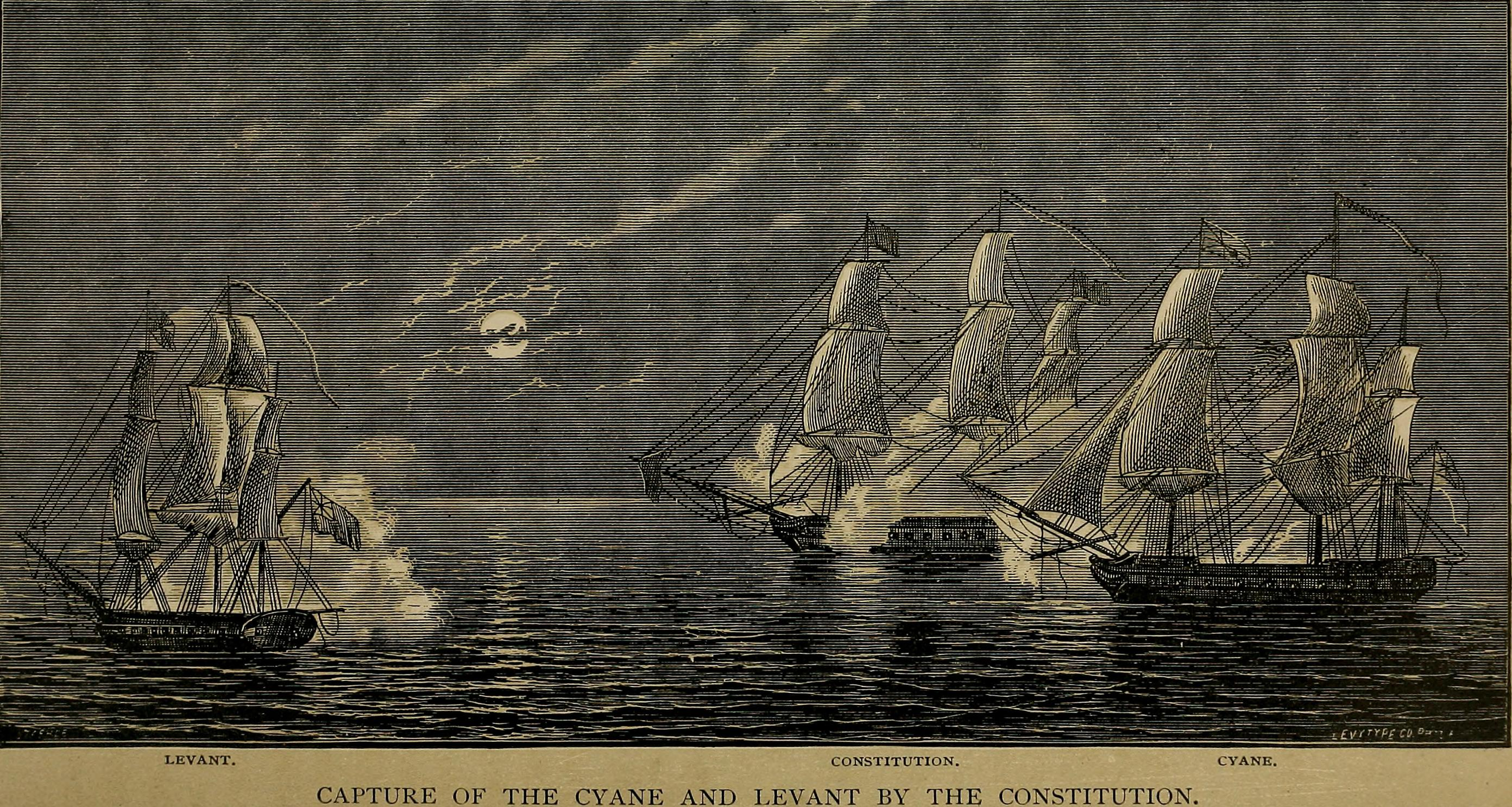
Cattura della navi inglesi Cyane e Levant da parte della fregata statunitense Constitution.

Nominato chirurgo il 26 aprile 1861, dopo lo scoppio della guerra civile americana la fregata Congress fu assegnata al North Atlantic Blockading Squadron e fu affondata dall’ariete corazzato sudista Virginia. 
Rimasto ferito ad una gamba nel combattimento, svolse alcuni incarichi a terra prima di imbarcarsi, nel 1864, sulla pirofregata New Ironsides, partecipando alle due battaglie di Fort Fisher e alle operazioni a Bermuda Hundred. Dopo la fine del conflitto si imbarcò sullo sloop Canandaigua, su cui prese parte alla crociera russa compiuta dalla squadra navale dell’ammiraglio Farragut (1868). Nominato chirurgo dell’Accademia Navale di Annapolis (1869-1871), divenne poi chirurgo capo della squadra navale americana presente in Europa (1871-1873), del cantiere navale di Philadelphia (1874), e fino al 1879 lavorò presso l’Ospedale militare navale della stessa città. Promosso Ispettore medico nel 1875, l’anno successivo fu promosso Direttore del Servizio sanitario della marina americana. Tra il 1880 e il 1881 ricoprì l’incarico di Presidente della commissione medica esaminatrice della Marina. Ritiratosi a vita privata nel 1888, continuò nell’attività di scrittore fino a quando non si spense il 16 giugno 1911. La salma è sepolta, insieme a quella della moglie, presso il Saint Mary Episcopal Cemetery di Burlington, New Jersey.

## Pubblicazioni
- New researches on acute articular rheumatism in general: and especially on the law of coincidence of pericarditis and endocarditis with this disease, as well as on the efficacy of the method of treating it by repeated bloodlettings at short intervals, con Jean Bouillaud (1796-1881) e James Kitchen (1800-1894), Haswell, Barrington, and Haswell, Philadelphia, 1837
- Thirty Years at Sea: The Story of a Sailor's Life, J.B. Lippincot, Philadelphia, 1879.
- Naval Battles, Ancient and Modern, J.C. McCurdy & Co, Philadelphia, 1883.
- A Christmas at Sea, L.R. Hamersly, Philadelphia, 1892.
- Officers of the Army and Navy Regular Who Served in Civil War,  con William Henry Powell, L.R. Hamersly & Co., Philadelphia, 1892
- Naval battles of the world: great and decisive contests on the sea. With an account of the Japan-China war and the recent battle of the Yalu; the growth, power, and management of our new Navy, P.W. Ziegler, Philadelphia, 1898.
- The Settlement of the Waggoners' Accounts Relating to General Braddock's Expedition Towards Fort Du Quesne, Lewis Burk Walker, Potsville, 1899.
- Memoir of Henry Bouquet, 1719-1765, G.H. Buchanan and Co., Philadelphia, 1904.